# Parafia św. Andrzeja Apostoła w Węgleszynie
Parafia świętego Andrzeja Apostoła w Węgleszynie – parafia rzymskokatolicka, znajdująca się w diecezji kieleckiej, w dekanacie małogoskim.